# Café de la Gare
Le Café de la Gare est un café-théâtre parisien, situé 41 rue du Temple, dans le 4e arrondissement de Paris. Le lieu est créé à l'initiative de Romain Bouteille et par d'autres acteurs-constructeurs-fondateurs, dont Coluche, Sotha, Patrick Dewaere, Miou-Miou et Henri Guybet. Il compte 450 places assises, ce qui le catégorise en 30e position parmi les salles de Paris, pour sa capacité.

## Historique

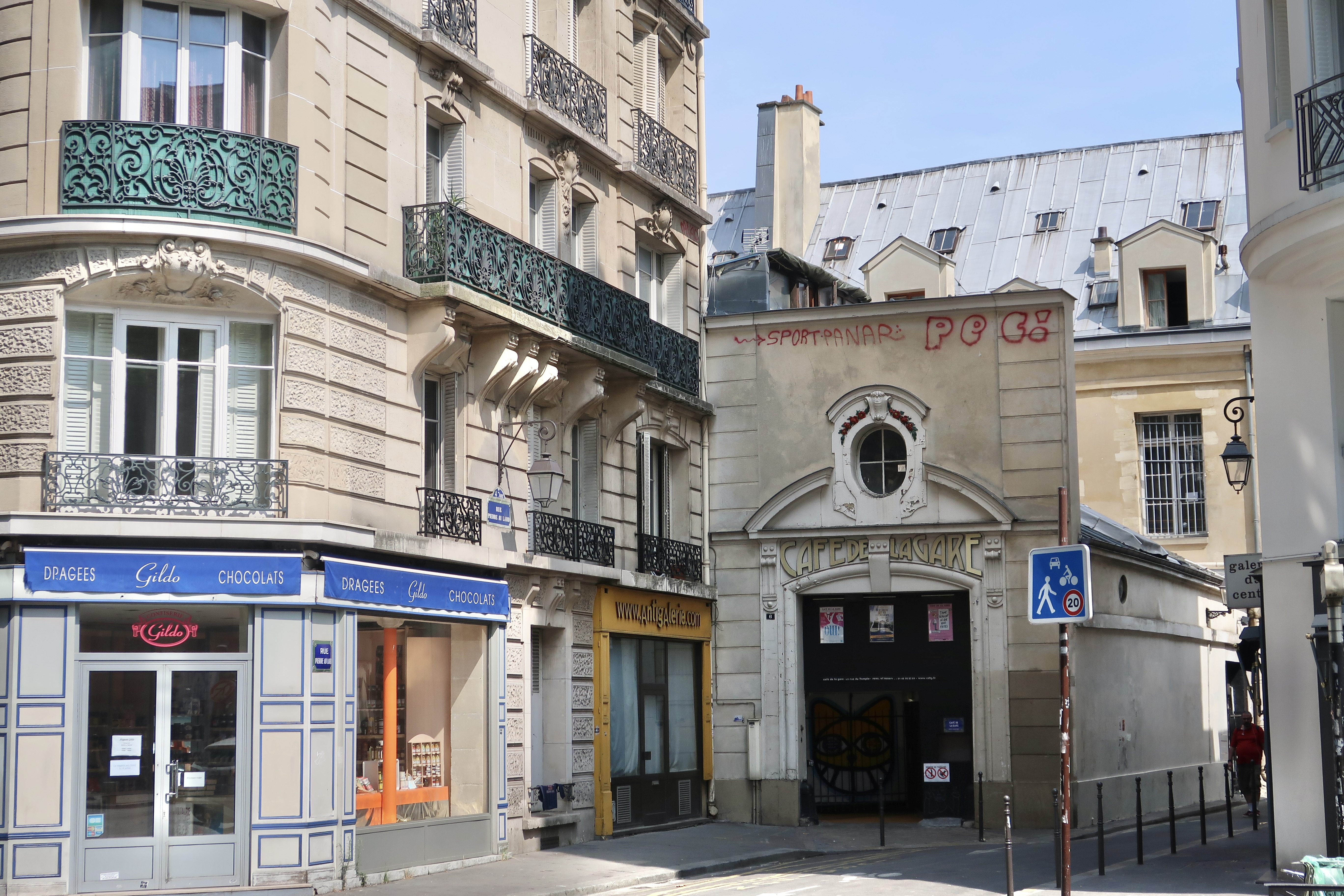
Sortie des spectateurs 6 rue Pierre-au-Lard.

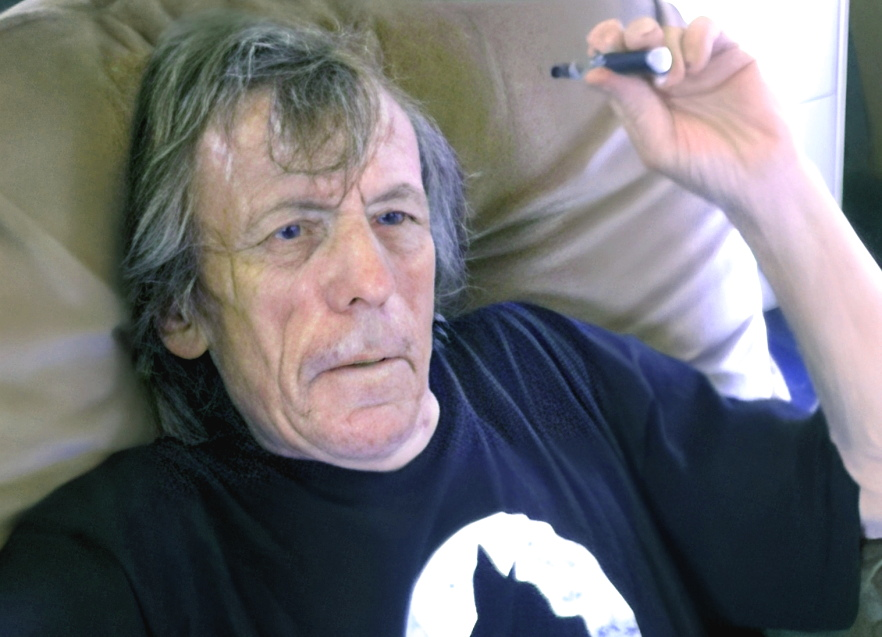
Romain Bouteille, cofondateur du Café de la Gare.

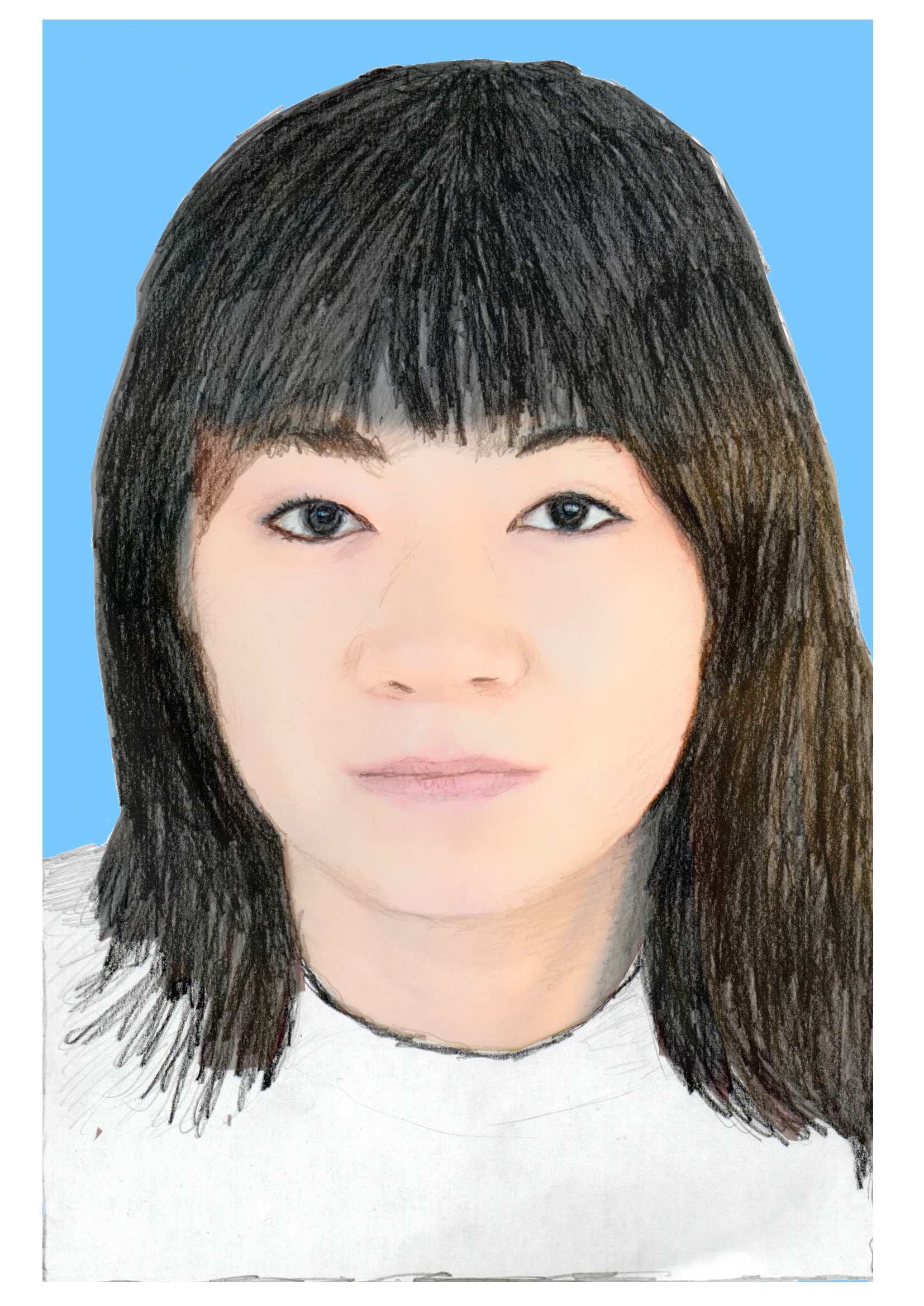
Sotha, cofondatrice du Café de la Gare.

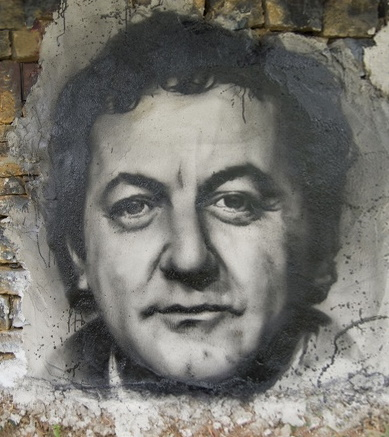
Coluche, cofondateur du Café de la Gare.

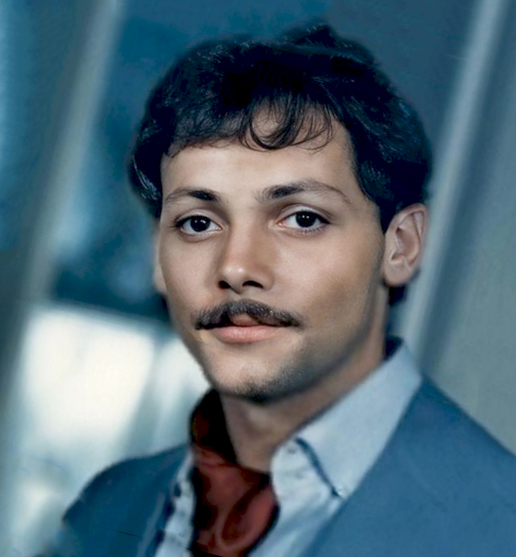
Patrick Dewaere, cofondateur du Café de la Gare, dès 1968.

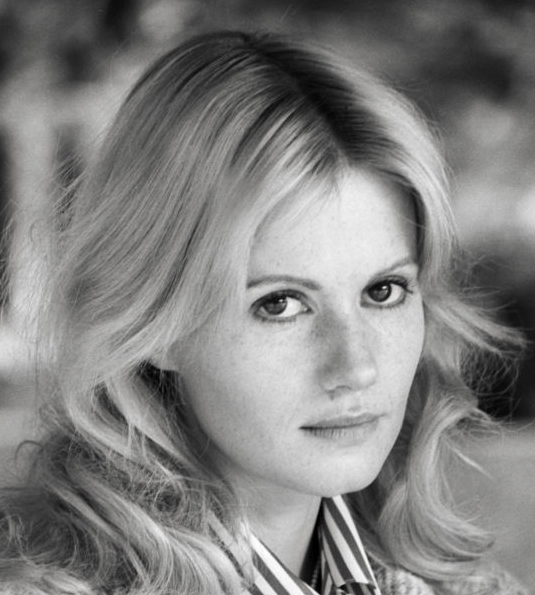
Miou-Miou, cofondatrice du Café de la Gare en 1968.

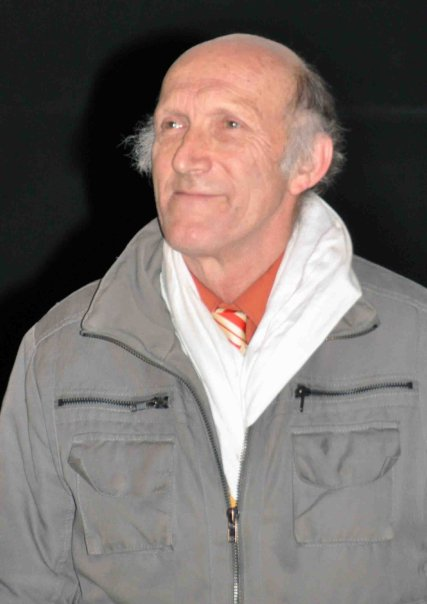
Rufus participe à plusieurs spectacles à partir de 1969.

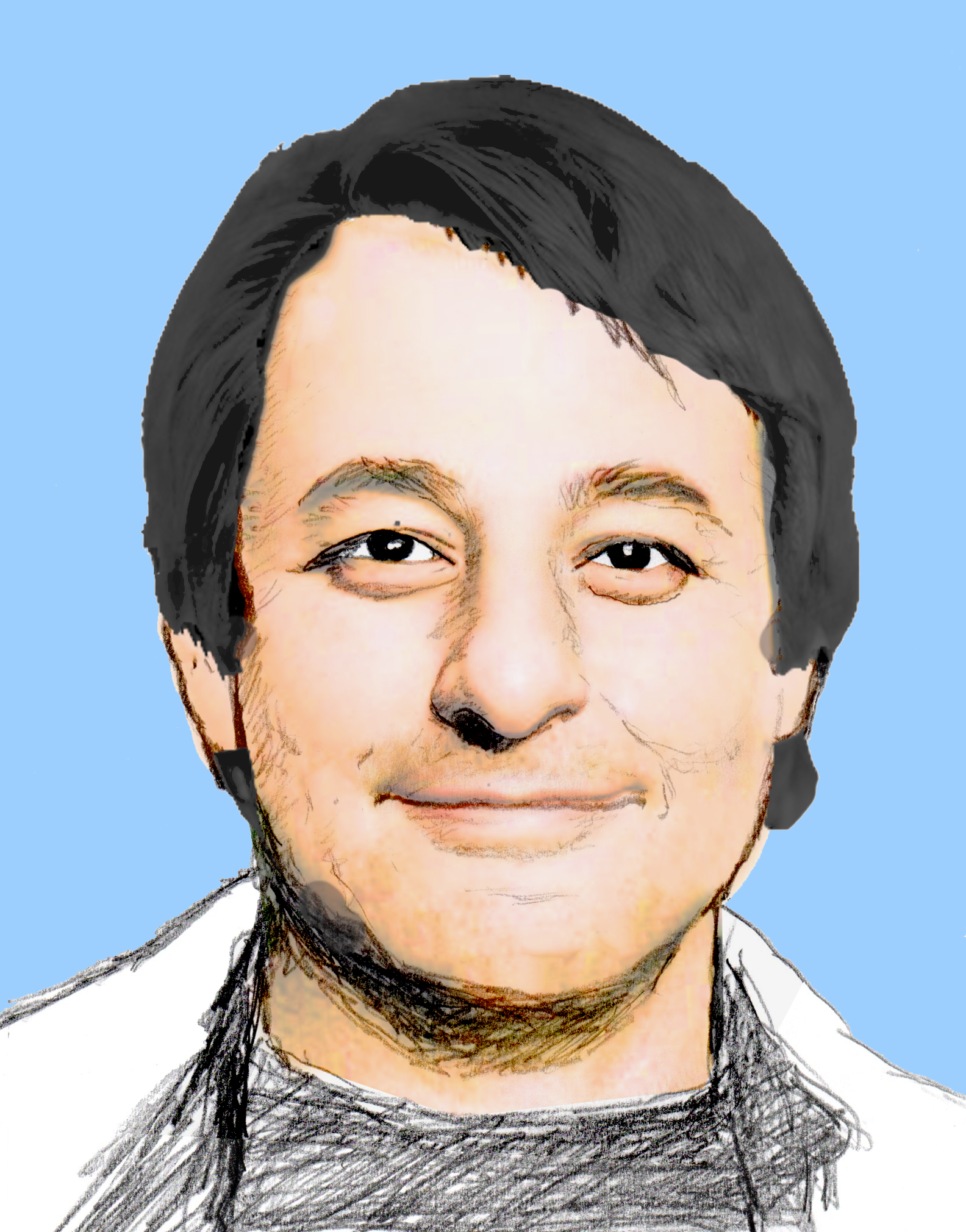
Henri Guybet, cofondateur.

Le Café de la Gare est créé juste après les événements de mai 68 par un groupe d’amis qui ont restauré une vieille fabrique de ventilateurs passage d'Odessa (dit aussi « passage du Départ »), proche de la gare de Paris-Montparnasse à Paris dans le 14e arrondissement.
Chantier collectif où tout le monde met la main à la pâte, le Café de la Gare ouvre en 1969 à l'initiative de Romain Bouteille et des autres acteurs-constructeurs-fondateurs : Coluche, Sotha, Patrick Dewaere, Miou-Miou et Henri Guybet. Georges Moustaki, Raymond Devos, Jean Ferrat, Jacques Brel, Anne Sylvestre, Leny Escudero, Pierre Perret, Jean Yanne, Julien Clerc, Jean Rochefort, la revue Hara-Kiri et le magasin Inno-Montparnasse participent aussi financièrement, comme mécènes.
Romain Bouteille, qui se présente lui-même comme « un libertaire consciencieux », relate cette période : « Nous, on en avait un peu marre de tout ça, des cabarets où le bonhomme était tout seul, où il n’y avait pas de troupe. C’est pour ça qu’en 1968 il devenait important pour Coluche et moi de faire un théâtre qui n’avait pas existé : un théâtre avec l’interdiction d’interdire. Je croyais en l’efficacité d’un groupe déhiérarchisé, avec le partage équivalent de tout bénéfice éventuel, sans apprentissage ».
Sur le plan humain, Coluche considère que le mode de vie de la troupe d'inconnus est le « copinage en concubinage ». Coluche vit avec sa petite amie Miou-Miou. Compagne de Romain Bouteille, Sotha le quitte pour épouser Patrick Dewaere, lequel séduit ensuite Miou-Miou. 
Henri Guybet, Jean-Michel Haas, Catherine Mitry, Gérard Lefèvre dit « Gégé » font partie des fondateurs qui versent au pot commun leurs modestes cachets. 

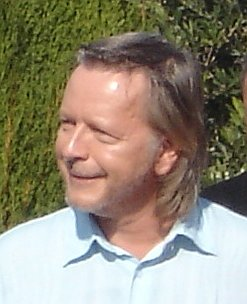
Renaud rejoint le Café de la Gare, en 1971.

Le 12 juin 1969, le Café donne son premier spectacle : un ensemble de textes burlesques signés Bouteille, Sotha, Gégé et Dewaere.
La salle est inachevée, le slogan du lieu est désormais « C'est moche, c'est sale, c'est dans le vent ».
À son ouverture, le Café de la Gare se présente comme un « café-théâtre », terme vague qui, à l'époque, se conforme surtout à une contrainte de catégorie fiscale. Cependant, on n'y boit jamais de café et il n'y a jamais eu de tables ni de chaises ; seulement des gradins pour environ 180 personnes, entourant sur trois côtés une scène d'environ 8 mètres sur 5.
Chaque soir, le public qui arrive pour voir ce théâtre de la dérision et de la farce, doit se plier à un rituel : chacun tire au sort le prix de sa place, grâce à une roue de type loterie, laquelle est actionnée par l'un des comédiens. Ainsi, les plus chanceux ne paient rien, voire récupèrent même 1 franc et les moins chanceux paient le prix d'une place de cinéma. Une fois assis sur les bancs, les spectateurs ont droit à une boisson chaude ou froide, servie par ces mêmes acteurs, ainsi qu'à un coussin qui est généralement jeté en pleine figure par ces derniers. 
La légende de l'improvisation permanente, exagérée, sert de catalyseur. Les deux premiers spectacles Allume, j'étouffe... et Des boulons dans mon yaourt présentent une succession de sketches écrits par l'ensemble des acteurs.
Toutefois, ce succès inquiète Bouteille. Il cherche à imposer ses choix : pas de chef, pas de metteur en scène, l'acteur reste maître de son texte, répartition de la recette en parts égales, pas de sanctions, celui qui s'en va doit trouver un remplaçant. En 1970, à la suite de problèmes d'alcool qui le rendent exécrable voire violent, Coluche invective et va jusqu'à frapper Bouteille, alors qu'ils répètent Des boulons dans mon yaourt ; l'humoriste se voit obligé de quitter la troupe. 
En 1971, le café de la Gare déménage au 41 rue du Temple dans le 4e arrondissement, dans un relais de poste du XVIIe siècle anciennement appelé l'« Auberge de l'Aigle d'Or ». Il devient alors le plus grand café-théâtre de la capitale avec une salle de 450 places.
Les uns partent, de nouveaux arrivent ou d'autres reviennent : en 1973, Philippe Manesse, Patrice Minet et Marie-Christine Descouard s'établissent dans la troupe et certains membres fondateurs comme Patrick Dewaere, Miou-Miou, Henri Guybet vont et viennent, en parallèle de leurs carrières au cinéma.
Ultérieurement, le collectif s'agrandit avec Gérard Lanvin, lequel vend jusqu'alors des vêtements, Gérard Depardieu et Renaud. D'autres acteurs font des apparitions : Rufus, Martin Lamotte, Thierry Lhermitte, Diane Kurys ou Coline Serreau. On retrouve aussi Josiane Balasko, Anémone, Gérard Jugnot, Roland Giraud.
En 1976, le Groupement des institutions sociales du spectacle impose aux directeurs de lieux comme le Café de la Gare, de régulariser leur situation pour les cotisations retraites, les congés spectacle, les ASSEDIC et le fond nationational de garantie des salaires (FNGS). Cinq lieux sont touchés par ce procès : le Café de la Gare, le Bec-Fin, le Coupe-Chou, Le Plateau et le Sélénite. Le 10 novembre 1977, le tribunal rend son verdict et les cafés-théâtres doivent se mettre en règle, ce qui est très coûteux pour la troupe.
La troupe compte en 2020, entre autres personnalités des débuts, Sotha et Philippe Manesse, ainsi que Patrice Minet.
En 2010, cinquante théâtres privés de Paris réunis au sein de l’Association pour le soutien du théâtre privé (ASTP) et du Syndicat national des directeurs et tourneurs du théâtre privé (SNDTP), dont fait partie le Café de la Gare, décident de se renforcer grâce à une nouvelle enseigne, symbole du modèle historique du théâtre privé : les Théâtres parisiens associés.
En mai 2014, Marie-Christine Descouard (présente au Café de la Gare de 1973 à 1981) publie aux éditions Le Cherche midi un livre intitulé Le Café de la Gare, quelle histoire !.
En 2018, la salle du café de la Gare et sa salle de théâtre sont le lieu de tournage de l'émission Dans la gueule du loup, produite par Jacques Cotta et l'entreprise de presse de webtélé Le Média.

## Pièces

### De 1970 à 1995
- 1970 : Allume, j'étouffe (collectif)
- 1971 : Des boulons dans mon yaourt (collectif)
- 1971 : Robin des quoi ? de Romain Bouteille
- 1972 : Jaune devant, marron derrière (collectif)
- 1973 : La Manœuvre dilatoire de Romain Bouteille
- 1974 : Les Semelles de la nuit de Romain Bouteille
- 1975 : Le Graphique de Boscop de Sotha
- 1976 : Petite princesse indécise de Sotha
- 1977 : Une Pitoyable mascarade de Romain Bouteille
- 1978 : Plantons sous la suie de Claude Mann et Sotha
- 1979 : La Dame au slip rouge de Romain Bouteille
- 1979 : Roger, Roger et Roger de Sotha
- 1980 : Les robots ne sont pas méchants de Sotha
- 1981 : Le Grand Vide sanitaire de Romain Bouteille
- 1982 : Qu'est-ce qu'il y a dedans ? de Sotha
- 1982 : Les Damnés de la septième planète de Sotha
- 1983 : Le Chasseur d'ombres de Patrice Minet
- 1983 : Impasse des morts de Romain Bouteille
- 1983 : L'auvent du pavillon IV de Sotha
- 1984 : La Mort, le moi, le nœud de Sotha
- 1985 : Le Chant d'épandage de Romain Bouteille
- 1986 : Les Méthodes de Camille Bourreau de Sotha
- 1986 : La conscience nationale des faisans d'élevage de Romain Bouteille
- 1987 : L'un dans l'autre de Sotha
- 1987 : Les filles du sale Grec de Romain Bouteille
- 1988 : L'Héroïque Semaine de Camille Bourreau de Sotha
- 1989 : Les femmes des gens de Romain Bouteille
- 1990 : Ce soir, c'est gratuit de Sotha
- 1991 : Les couloirs de la honte de Romain Bouteille
- 1992 : Le Graphique de Boscop 92 de Sotha
- 1992 : Elle voit des nains partout de Philippe Bruneau
- 1992 : Coupeurs de virages de Romain Bouteille
- 1993 : On est peu de choses de Sotha
- 1995 : Modèle déposé de Benoit Poelvoorde[5]
- 1995 : Votre Honneur de Romain Bouteille

### Depuis 1996
- 2000 : Chez Jeanne  de Sotha
- 2001 : Plus con que nous (Y a-t-il ?) de Sotha  - mise en scène Philippe Manesse et Sotha[6]
- 2002 : Chveik s'en va-t-au ciel  de Sotha
- 2004 : Les blondes préfèrent leur chien  de Sotha
- 2005 : La Fondue bourguignonne de Sotha
- 2009 : La Mort, le Moi, le Noeud - mise en scène de l'auteur Sotha
- 2009 : Un grain de fantaisie de Patrice Minet - mise en scène Philippe Manesse (100e représentation[7])
- 2010 : Cyrano m'était conté - mise en scène de l'auteur Sotha
- 2011 : Comment l'esprit vient aux femmes[8] (la 250e jouée au Café de la Gare[9] )
- 2011 : Ils ont cousu le cheval dans les rideaux de Sotha et Jacky Sigaux[10]
- 2012 : aPhone - mise en scène de l'auteur Jérémy Manesse[11]
- 2014 : Pique-nique en campagne de Fernando Arrabal (1952) - adaptée et mise en scène par Sotha[12]
- 2014-2017 : J'aime beaucoup ce que vous faites de Carole Greep - mise en scène Xavier Letourneur[13]
- 2016 : Que demande le peuple ? - de et avec Guillaume Meurice - mise en scène Francisco E.Cunha[14].
- 2017 : Oui ! de Pascal Rocher - mise en scène Rodolphe Sand[15]
- 2017 : Ex in the city[16]
- 2017 : Poil de carotte de Jules Renard - mise en scène Frédéric Cerdal[17]
- 2018-2019 : Chattologie - de Louise Mey avec Klaire fait Grr[18]

### Documentaire
- C'est moche c'est sale, c'est dans le vent, c'est le Café de la Gare, documentaire de 51 min réalisé par Guillaume Meurice et Émilie Valentin - diffusé sur France5 le 10 décembre 2021.